# 土朱山
土朱山（印尼文：Gunung Tujuh）为苏门答腊巴里桑山脈的一座火山。其包括7座山峰，其中仅三座有登顶记录。在印尼语中“Tujuh”即意为“七”。土朱山中部存在一个巨大的火山湖，土朱山湖。土朱山位于克尼西士巴拉国家公园内。
马兜铃猪笼草仅已知的三处野外分布中的一处即存在于土朱山。